# Roman Januszewski
 Roman Januszewski  (ur. 28 lutego 1970 w Orchowie) – pułkownik Wojska Polskiego; dowódca Batalionu Reprezentacyjnego Wojska Polskiego (2002–2006); dowódca Pułku Ochrony (2007–2011); dowódca 15 Sieradzkiej Brygady Wsparcia Dowodzenia (2011–2016), zastępca dowódcy Garnizonu Warszawa (2016–2020).

## Przebieg służby wojskowej
W 1989 podjął studia w Wyższej Szkole Oficerskiej im. Tadeusza Kościuszki we Wrocławiu, które ukończył w 1993 uzyskując dyplom inżyniera i był promowany na pierwszy stopień oficerski – podporucznika. W tym samym roku został skierowany służbowo do Warszawy, gdzie objął stanowisko dowódcy plutonu 3 kompanii reprezentacyjnej WP (1993–1995), a następnie w 1995 objął funkcję zastępcy dowódcy kompanii. 
W latach 1998–2001 dowodził 3 kompanią reprezentacyjną WP. 19 stycznia 2001 otrzymał nominację na szefa Wydziału Służb Garnizonowych Komendy Garnizonu Dowództwa Garnizonu Warszawa. 17 maja 2002 powrócił do pododdziałów reprezentacyjnych na stanowisko dowódcy Batalionu Reprezentacyjnego Wojska Polskiego. 20 listopada 2006 ppłk Roman Januszewski w obecności dowódcy Garnizonu Warszawa gen. dyw. Jana Klejszmita przekazał dowodzenie jednostką dla ppłk. Tomasza Dominikowskiego, po czym objął funkcję szefa Wydziału Ogólnego Oddziału Spraw Reprezentacyjnych DGW. Ukończył studia magisterskie, a następnie podyplomowe na Uniwersytecie Warszawskim. 
26 lipca 2007 minister obrony narodowej Aleksander Szczygło wyznaczył go na stanowisko dowódcy warszawskiego Pułku Ochrony i mianowany został na stopień pułkownika. 7 grudnia 2011 w Warszawie przekazał obowiązki dowódcy Pułku Ochrony dla płk. Krzysztofa Zakrzewskiego, po czym w Sieradzu 15 grudnia 2011 objął dowodzenie 15 Sieradzką Brygadą Wsparcia Dowodzenia i dowodził tą jednostką do 21 listopada 2016. Następnie został wyznaczony na zastępcę dowódcy Garnizonu Warszawa. 30 stycznia 2020 podczas uroczystości z okazji zakończenia służby wojskowej przed Grobem Nieznanego Żołnierza w Warszawie został pożegnany przez gen. dyw. Roberta Głąba. Ponad 30 lat był związany z jednostkami reprezentacyjnymi i organizacyjnymi (DGW) WP.

## Awanse
- podporucznik – 1993[5]

(...)
- pułkownik – 2007[11]

## Ordery, odznaczenia i wyróżnienia
- Złoty Krzyż Zasługi – 2019[12]
- Srebrny Krzyż Zasługi – 2005[13]
- Medal XXX-lecia Związku Żołnierzy Wojska Polskiego – (2014)[14]
- Odznaka pamiątkowa Batalionu Reprezentacyjnego WP – 2002 (ex officio)
- Odznaka pamiątkowa Pułku Ochrony – 2007 (ex officio)
- Odznaka pamiątkowa 15 Sieradzkiej Brygady Wsparcia Dowodzenia – 2011 (ex officio)
- Szabla Honorowa Wojska Polskiego – 2020[10]

i inne